# Katedrala u Šartru
Katedrala u Šartru je remek-delo gotičke umetnosti s kojom počinje razvoj francuske klasične gotike. Na njoj se nalaze najbolje sačuvani ranogotički delovi u kombinaciji s kasno-gotičkim, kao i prigodne skulpture i najslavniji vitraži na svetu. Katedrala je 1979. godine upisana na Uneskov spisak mesta Svetske baštine u Evropi.

## Istorija
Oko 1134. biskup Šartra započeo je pregradnju stare građevine u novom stilu. Za grad kao Šartr koji je u 13. veku imao oko 10.000 stanovnika, gradnja katedrale bio je poduhvat koji je finansijski iscrpeo grad. Gradnja se nastavila s povremenim prekidima od 1145. do 1220. godine, ali najveći radovi su bili nakon požara 1194. kada su morali obnoviti glavni brod i kor.
Biskup i poglavnik (upravnik) katedrale bili su zaduženi za zapošljavanje radne snage, ali su njihova sredstva dolazila iz celog srednjevekovnog francuskog društva. Crkva je obično starala za svoje posede, a u Šartru su se sveštenici odrekli svojih trogodišnjih stipendija (plata) kako bi se moglo započeti s obnovom. Takođe, Blanš, majka kralja Luja IX, platila je za izradu cele severne fasade, sa skulpturama i prozorima. Vojvoda Bretanje donirao je sredstva za južni transept, a druge bogate porodice u okolini platile su za prozore, a njihove donacije su zabeležene na vitražima u obliku njihovih porodičnih grbova. Cehovi raznih zanatlija i trgovaca takođe su donirali za izradu prozora koji prikazuju njihove profesije. Hodočasnici i manje bogati puk donirali su u skladu sa svojim mogućnostima, što je nekad bilo dovoljno za poneku relikviju i mise zahvale. Ali su većinom ta sredstva išla u zajedničke troškove koji nisu imali specifičnu lokaciju. Koliko je učestvovanje u gradnji katedrale bilo znak pripadnosti govori i priča da su građani Šartra uprezali sami sebe u kola i iz kamenoloma vukli goleme blokove krečnjaka za svoju novu katedralu.
Severni i južni transept su poslednji završeni 1260. godine. Drvena krovna konstrukcija transepta i glavnog broda uništena je u požaru 1836. godine, nakon čega je zamenjena sadašnjim metalnim okvirom i pokrivena bakrom.

## Osobitosti

### Eksterijer
Posle požara se upotrebljavaju temelji prethodne romaničke katedrale i zadržava pročelje iz sredine 12. veka kojem se dodaje novi brod. Visina glavnog broda je 37 metara, a bočnih brodova 14. Katedrala je izgrađena na uzvišenju kako bi se naglasila njena visina i kako bi se videla iz velike daljine.
Katedrala ima tri fasade zapadnu, severnu i južnu, a svaka od fasada ima dve kule. Zapadno pročelje je jedino sačuvano nakon požara tako da se na njemu može primetiti sukob romaničke tradicije i novih gotičkih graditeljskih zamisli. Dve nejednake kule uokviruju pročelje. Južna kula (visoka 106 metara) pokrivena je 1160. i predstavlja najraniju pravu gotičku konstrukciju u Europi, a oblikom prelazi iz kasne romanike u ranu gotiku. Severna (visoka 115 metara) je započeta 1507. godine u stilu kasne gotike; ona je viša, vitkija i ukrašenija od južne. Njena visina odražava napredak u tehnologiji gradnje.
Tri portala zapadnog pročelja govore da se radi o trobrodnoj bazilici. Oni se sastoje od istih romaničkih elemenata poput samostanske crkve u Konku; iznad svakog portala nalazi se visoki vitraž u luku. Iznad njih se nalazi golema rozeta s vitražima, a iznad nje galerija s nišama u kojima su figure starozavetskih kraljeva. Na kraju, iznad galerije se nalazi trouglasti zabat s nišom u kojoj je skulptura Device Marije s malim Isusom. Ponavljanje trostrukih elemenata (portala, lukova, horizontalna podela spratova, i trouglasti zabat) je numerička asocijacija na Sveto Trojstvo.
Isto tako, na rozeti se nalaze hrišćanski simboli organizovani u geometrijske oblike. Tri grupe od po dvanaest elemenata okružuju manji središnji krug. Krug simbolizuje Carstvo nebesko ili samog Boga, a broj 12 na 12 apostola.
Iznad ulaza na južnom transeptu nalazi se pet visokih vitraža i još veća rozeta od one na zapadnom pročelju. Spoljni pritisak masivnog svoda neutralizovan je potpornim sastavom kontrafora pomalo arhaičkog oblika.

### Skulpture
Na fasadi katedrale u Šartru nalazi se toliko vajarskih detalja da bi se mogl ispuniti cela knjiga. Najkarakterističniji su na zapadnoj i južnoj strani katedrale. „Kraljevski portal” (Zapadni portal) tipološki predstavlja hrišćansku istoriju. Desni, južni portal, sadrži scene Hristovog rođenja i mladosti oko vrata, a u timpanu se nalazi skulptura okrunjene Device s Hristom, okruženi sa Sedam srednjevekovnih umetničkih veština (gramatika, retorika, dijalektika, aritmetika, geometrija, astronomija i muzika). One predstavljaju važnost obrazovanja i katedrale kao mesta učenja. Na severnom portalu nalaze se scene Uzašašća i astronomski simboli sezonskih radova vezanih za 12 kalendarskih meseci.
Srednji portal sadrži starozavetske kraljeve i kraljice na dovratnicima i apokaliptičnom vitražu Sv. Jovana u timpanu iznad vrata. Ovi dovratnici su najstariji primeri ranogotičke skulpture (1140.-1150); svaka figura je visoka i vitka, odražavajući oblik stubova iza njih. Između njih su cvetni uzorci koji ih uokviruju. Kao i u ranohrišćanstvu i vizantijskim mozaicima, oni su frontalni, ruke su im priljubljene uz telo, a oreoli su tanjuraste iza glava. Stopala im vise stvarajući utisak da figure lebde, a ne da stoje. Draperija na odeći odražava umetnikovo interesovanje za uzorke i dekoraciju svojim stilizovanim uvijanjem i paralelnim linijama, poput onih na stilizovanoj kosi i bradama.
Posljednji sud u timpanu prikazuje Hrista u slavi koji se nalazi u mandorli okružen s četiri apokaliptična simbola evanđelista. Hrist gleda frontalno kao da opominje posmatrača katedrale na njegovu sudbinu kada nastupi posljednji čas. Ispod timpana, na arhitravu, 12 apostola su poređani u četiri grupe po troje. Svaka grupa je odvojena stubom koji nosi polukružne arkade koje svojim oblikom podsećaju na aureole. Na svakom kraju grede stoji po jedan prorok koji drži svitak. Od tri arhivolte, dva spoljna sadrže 24 starca apokalipse, a unutrašnji 12 anđela (središnja dva drže krunu iznad glave Hrista).
Usporedba skulptura sa zapadnog portala s onima s južnog transepta otkriva razlike između rane i kasne gotike. Sveci koji čine levi dovratnik portala južnog transepta stoje manje ukočeni, a njihove noge počivaju prirodno na oblikovanim bazama. Figure su šire i doimlju se realističnijim. Različitih su visina, izraza lica i nisu više strogo frontalni – njihove glave su blago pokrenute, a poze pokreti i odore variraju. Na figuri Sv. Teodora, na primer, desni kuk je blago uvijen u skladu s njegovim oslanjanjem na desnu nogu. Dijagonala njegova pojasa prati težinu korica od mača, ali i pojačava taj opušteni pokret. Uopšteno, ovaj pojačani osećaj za dubinu još je istaknut dubljim klesanjem, ne samo lica nego i delova arhitekture oko figura.

### Interijer
Unutrašnjost po prvi put pokazuje novine: napuštaju se empore, a raščlanjivanje zidova svodi se ponovo na tri savršeno uravnotežena sprata. Ona je najstariji primer visoko-gotičke umetnosti koja je težila velikim visinama svodova. Visina je ostvarena novom konstrukcijom nadsvođivanja krstno-rebrastim lukovima koji stoje na snopastim stubovima.
Kako je konstrukcija olakšana stubovima ostale su velike površine slobodnog zida koji su mogli biti zamenjeni prozorima. Iznad prizemnih arkada proteže se horizontalna galerija s lučnim otvorima, nad kojima se diže, što je takođe novina, zona visokih prozora, koji ispunjavaju svu širinu raspoloživog zidnog polja. Iznad su produženi okruglim prozorom sve do svoda. Svetlo koje prolazi kroz ove vitraže boji celu unutrašnjost veličanstvenim bojama.
Vitraži na 176 prozora, te rozetama iznad svake bifore, pokrivaju 2,420 m², ukrašeni biblijskom tematikom, danas su najslavniji vitraži na svetu. U središtu rozete severnog transepta (promera 12,8 metara) nalazi se slika Device Marije s malim Isusom, okruženi s 12 manjih krugova koji sadrže 4 golubice i 8 anđela. Dvanaest starozavetnih kraljeva, u kvadratima, predstavljaju Hristove pretke. Dvanaest četvorolisnih oblika ispunjeni su zlatnim ljiljanima na plavoj pozadini – simbolima francuskih kraljeva. Spoljni polukrugovi sadrže 12 starozavetnih proroka koji su pandan novozavetnim apostolima. Od četiri duga vitraža ispod rozete, središnji predstavlja Sv. Anu s mladom Devicom, na levima su sveštenik Melhizedek i kralj David, a desno kralj Solomon i sveštenik Aaron. Svaki lik s ovih vitraža povezan je vertikalno s prikazima na rozeti.

## Literatura
- Laurie Schneider Adams (2001). A History of Western Art. ISBN 978-00-7-231717-6.. McGraw Hill, New York.
- Velike arhitekture svijeta. 2005. ISBN 978-953-214-266-2.. urednik John Julius Norwich, Marjan tisak, Split
- Marilyn Stokstad (2005). Art History (Wolume One). ISBN 0-13-145529 Проверите вредност параметра |isbn=: length (помоћ).. Pearson Prentice Hill, New Jersey.
- Burckhardt, Titus (1996). Chartres and the birth of the cathedral. Bloomington: World Wisdom Books. ISBN 978-0-941532-21-1.
- Adams, Henry. Mont-Saint-Michel and Chartres.. Boston: Houghton Mifflin, 1913 and many later editions.
- Ball, Philip (2008). Universe of Stone. New York: Harper. ISBN 978-0-06-115429-4..
- Delaporte, Y. Les vitraux de la cathédrale de Chartres: histoire et description par l'abbé Y. Delaporte ... reproductions par É. Houvet. Chartres : É. Houvet, 1926. 3 volumes (consists chiefly of photographs of the windows of the cathedral)
- Fassler, Margot E (2010). The Virgin of Chartres: Making History Through Liturgy and the Arts. Yale University Press.. 612 pages; Discusses Mary's gown and other relics held by the Chartres Cathedral in a study of history making and the cult of the Virgin of Chartres in the 11th and 12th centuries.
- Grant, Lindy. "Representing Dynasty: The Transept Windows at Chartres Cathedral," in Robert A. Maxwell (ed) Representing History, 900–1300: Art, Music, History (University Park (PA), Pennsylvania State University press, 2010),
- Houvet, E. Cathédrale de Chartres.. Chelles (S.-et-M.) : Hélio. A. Faucheux, 1919. 5 volumes in 7. (consists entirely of photogravures of the architecture and sculpture, but not windows)
- Houvet, E (1930). An Illustrated Monograph of Chartres Cathedral: (Being an Extract of a Work Crowned by Académie des Beaux-Arts).. s.l.: s.n.,
- James, John (1990). The Master Masons of Chartres. ISBN 978-0-646-00805-9.. West Grinstead
- James, John. The contractors of Chartres. ISBN 978-0-9596005-2-0.. Wyong, ii vols. 1979–81.  and 4 x
- Mâle, Emile. Notre-Dame de Chartres. New York: Harper & Row, 1983.
- Miller, Malcolm (1997). Chartres Cathedral. Riverside Book Co. ISBN 978-1-878351-54-8.. New York. .

## Spoljašnje veze
- Kolekcija fotografija